# Biblioteka Pedagogiczna w Sochaczewie
Pedagogiczna Biblioteka w Sochaczewie - filia Pedagogicznej Biblioteki Wojewódzkiej im. Komisji Edukacji Narodowej w Warszawie

## Historia
Biblioteka powstała w 1945 roku staraniem Inspektoratu Oświaty i Kultury. Pierwsze zbiory przekazano w 1947 roku - było to 1897 woluminów. Do 1961 roku biblioteka nie miała własnego lokum - wtedy przyznano jej 26 metrów kwadratowych na poddaszu Prezydium Powiatowej Rady Narodowej. W 1965 roku nastąpiła przeprowadzka do większego pomieszczenia na parter tego samego budynku przy ulicy 1 Maja. W latach 1975–77 biblioteka mieściła się w zabytkowym Ratuszu Miejskim przy pl. Kościuszki 2. W 1977 r. przeniesiono zbiory do budynku przy ul. Żeromskiego 12. Od 2006 roku biblioteka ma siedzibę przy ul. Żeromskiego 39a. 

## Czytelnicy
- 1964 - 243 czytelników
- 1965 - 489 czytelników
- 2005 - 2033 czytelników[potrzebny przypis]

## Zbiory
- 1947 - 1897 woluminów
- 1965 - ok. 6000 woluminów
- 2007 - ponad 45000 woluminów[potrzebny przypis]

Co roku przybywa ok. 1000 woluminów.

## Grupy zbiorów
- Księgozbiór podręczny ogólny
- Księgozbiór regionalny
- Księgozbiór bibliotekarski
- Czasopisma metodyczne i pedagogiczne